# Apanteles chloris
Apanteles chloris är en stekelart som beskrevs av Nixon 1965. Apanteles chloris ingår i släktet Apanteles och familjen bracksteklar. Inga underarter finns listade i Catalogue of Life.